# 飛驒清見インターチェンジ
飛驒清見インターチェンジ（ひだきよみインターチェンジ）は、岐阜県高山市清見町夏厩岩田洞にある東海北陸自動車道および中部縦貫自動車道のインターチェンジである。
当ICから一宮JCT方面は片側2車線、小矢部砺波JCT方面および中部縦貫自動車道方面は暫定2車線となる。

## 概要
当ICは東海北陸自動車道・中部縦貫自動車道のICであるとともに、両方の道路が接続するジャンクションの役割も担っている。東海北陸道と料金所を接続する準直結Y型のインターチェンジと、料金所と中部縦貫道高山方面と一般道路を接続する平面Y型のインターチェンジで構成される。事業中の1999年時点では、東海北陸道と中部縦貫道の接続部分を清見JCT、中部縦貫道と一般道路の接続部分を清見ICとしていた。
飛騨トンネルを含む当IC - 白川郷IC間は危険物積載車両の通行が禁止されていることから、下り線からの当該車両は当ICで退出しなければならない。

## 歴史
- 2000年（平成12年）10月7日 - 東海北陸自動車道の荘川IC - 当IC間の開通に伴い[9][10]、供用開始[1][11]。当初は暫定2車線で供用開始[3][4][5][6]。
- 2004年（平成16年）11月27日 - 中部縦貫自動車道の高山西IC - 当IC間が開通[12]。
- 2008年（平成20年）7月5日 - 東海北陸自動車道の当IC - 白川郷IC間が開通[9][10][13][14]。これに伴い東海北陸自動車道が全線開通[10][14][15][16]。
- 2018年（平成30年）12月8日 - 東海北陸自動車道のひるがの高原SA - 当IC間が4車線化[3][4][5][6]。

## 接続する道路

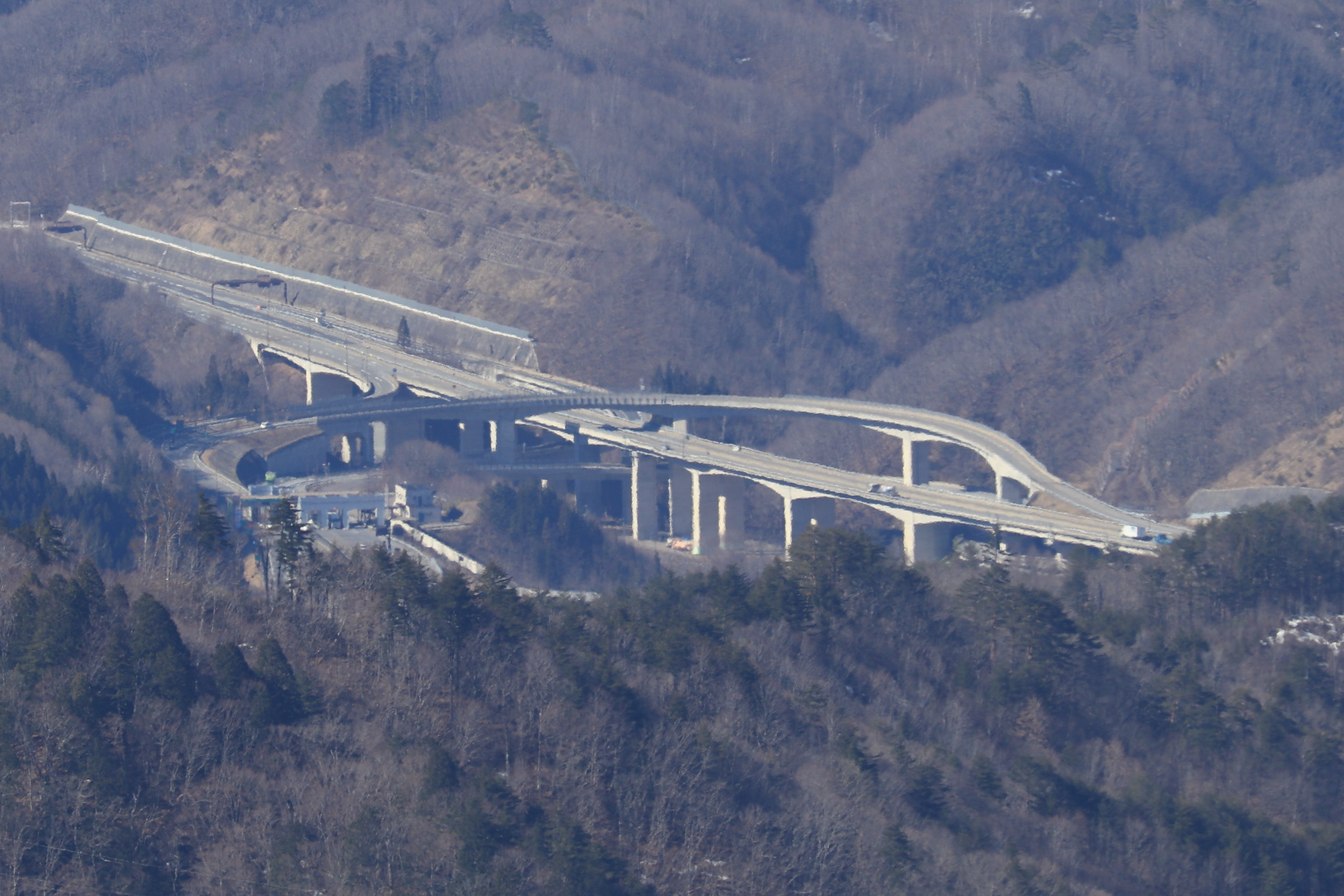
北側の猪臥山から見下ろす飛驒清見インターチェンジ
左上が小牧JCT方面、右下が小矢部砺波JCT方面、左中央部に料金所、左手前で中部縦貫自動車道が接続する

- E41 東海北陸自動車道（13番）[1]
- E67 中部縦貫自動車道[1]
- 国道158号[1]

## 料金所
- ブース数：5

### 入口
- ブース数：2
  - ETC専用：1
  - ETC/一般：1

### 出口
- ブース数：3
  - ETC専用：2
  - 一般：1

## 周辺
小鳥川に彦谷が合流する夏厩集落にある。
- 飛騨プラネタリウム[17]

## 隣
E41 東海北陸自動車道
(12)荘川IC - 軽岡トンネル - 松ノ木峠PA - (13)飛驒清見IC - 飛驒河合PA - (14)白川郷IC
E67 中部縦貫自動車道（高山清見道路）
高山西IC - (13)飛驒清見IC